# Kerttu Saalasti
Kerttu Saalasti (née Kallio le 21 septembre 1907 à Nivala – morte le 31 janvier 1995 à Nivala) est une femme politique finlandaise.

## Biographie
Elle est députée du parti du centre au parlement finlandais du 22 juillet 1948  au 19 février 1962 puis du 5 avril 1966 au 22 mars 1970.
Kerttu Saalasti	est ministre de l'Éducation d'octobre 1954 à mars 1956 dans le gouvernement Kekkonen V puis de mai 1957 à novembre 1957 dans le gouvernement Sukselainen I.